# أنطونيو ريفاس
أنطونيو ريفاس (بالإسبانية: Antonio Rivas)‏ هو لاعب كرة قدم كولومبي في مركز حراسة المرمى، ولد في 4 نوفمبر 1951. لعب مع إنديبنديينتي سانتا في.

## وصلات خارجية
- أنطونيو ريفاس على موقع أوليمبيديا (الإنجليزية)